# Georg Gebel młodszy
Georg Gebel młodszy (ur. 25 października 1709 w Brzegu, zm. 24 września 1753 w Rudolstadt) – niemiecki kompozytor, organista, klawesynista, syn Georga Gebela starszego, również kompozytora.
Kształcił się muzycznie u swojego ojca, później studiował także improwizację u Johanna H. Krausego, organisty Katedry św. Jana Chrzciciela we Wrocławiu. Od 1729 przejął obowiązki organisty w kościele św. Marii Magdaleny. W 1733 został kapelmistrzem na dworze księcia Oleśnicy, Karola Fryderyka Wirtemberskiego, a następnie od 1739 nadwornym kompozytorem i klawesynistą hr. Henryka von Brühla w Warszawie, później w Dreźnie. W 1747 Gebel przeniósł się na dwór w Rudolstadt w funkcji koncertmistrza, a od 1750 kapelmistrza.
Georg Gebel młodszy był twórcą dzieł religijnych i świeckich. Od wczesnej młodości był aktywny muzycznie. We Wrocławiu pisał utwory religijne dla klasztorów, kierował również wykonaniami gościnnymi oper włoskich. Sam był również autorem co najmniej 12 oper. Z utworów instrumentalnych komponował m.in. sonaty triowe, nawiązujące stylistycznie do Alessandra Scarlattiego. Najpopularniejszym i do dziś wykonywanym jego utworem jest Oratorium na Boże Narodzenie (Weinachtsoratorium).